# Not Falling
Not Falling è una canzone dalla band metal Mudvayne, ed è il primo singolo del loro album The End of All Things to Come.

## Video musicale
La canzone ha tre video musicali (due ufficiali e uno "non ufficiale"). Il primo video mostra la band in una camera oscura, con degli alieni intorno a loro e con immagini di parassiti che passano attraverso il sangue di qualcuno. Nel secondo video, la band suona in una tormenta di neve. Il terzo video appare nel DVD del 2002 Ghost Ship. Il video consiste in alcune clip del film con di sottofondo la canzone in questione.